# Vadim Zvjaginsev

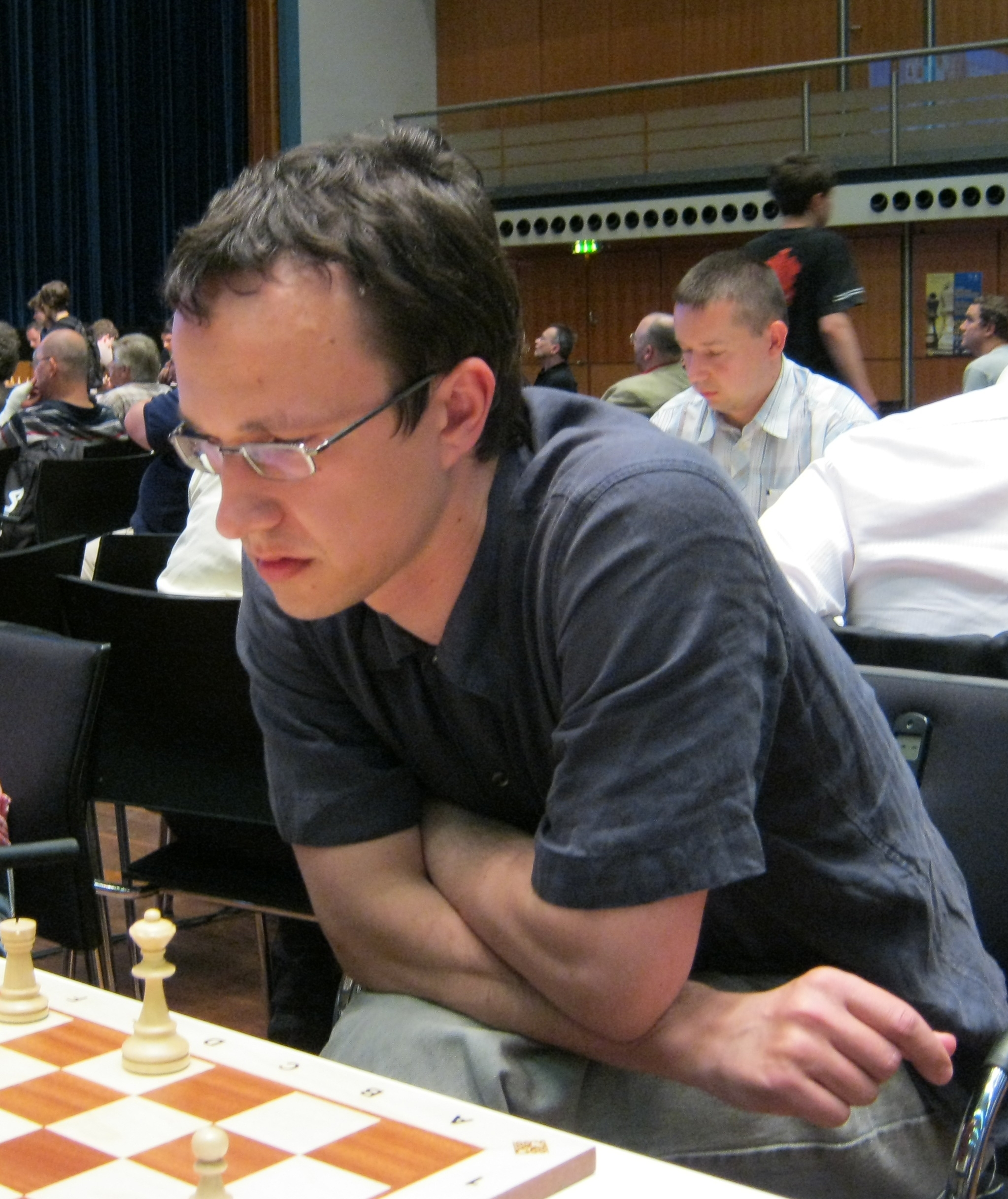
Vadim Zvjaginsev (2010)

Vadim Viktorovitsj Zvjaginsev (Russisch: Вадим Викторович Звягинцев) (Moskou, 8 augustus 1976) is een Russische schaker. Hij is sinds 1994 een grootmeester (GM).

## Individuele resultaten
Zvjaginzev ging als 13-jarige naar de Mark Dvoretsky-schaakschool, waar hij spoedig zijn talent ontwikkelde. In 1992 werd hij in Rimavská Sobota Europees jeugdkampioen in de categorie tot 16 jaar. In hetzelfde jaar werd hij, gedeeld met Pjotr Svidler, kampioen van Rusland in de categorie tot 18 jaar. In 1993 won hij toernooien in Stockerau en Loosdorf. In 1994 werd hij gedeeld eerste in Reykjavik, in Altensteig (met Jonathan Speelman) en in Sint-Petersburg. In 1994 werd hij in Pamplona tweede achter Aleksandr Morozevitsj. In 1995 oversteeg zijn Elo-rating de 2600. In 1996 won hij in Barbera, in 1997 in Calcutta (samen met Jaan Ehlvest) en in Portorož. In 1997 werd hij in Tilburg vierde (voor o.a. Vladimir Kramnik, Michael Adams, Pjotr Svidler en Veselin Topalov). In 1999 won hij in Essen en werd tweede in Portorož. In 2002 won hij het toernooi in Essen, met 7.5 pt. uit 9, voor o.a. Péter Lékó, Rustam Kasimjanov en Viktor Kortsjnoj. In september 2005 speelde hij mee in de semi-finale om het kampioenschap van Rusland, gehouden in Kazan, en eindigde met 6 punten op een gedeelde derde plaats. In 2006 werd hij gedeeld tweede in Poikowski, achter Aleksej Sjirov.
Tussen juli en december 2002 behoorde hij tot de Top 25 van de wereld.

## Nationale teams
Zvjaginzev nam met Rusland deel aan de volgende Schaakolympiades: 1994 (met het tweede team), 1998 en 2004. Met het team won hij in 1998, werd in 2004 tweede en in 1994 derde.
In 1997 won hij met het team het WK landenteams en bereikte in 1997 bij het EK landenteams de tweede plaats, zowel met het team als individueel met zijn prestatie aan bord drie.

## Schaakverenigingen
In de Russische competitie speelde Zvjaginzev in 1995 en 1996 voor Ladja Azow, waarmee hij in 1996 kampioen werd en in 1997 de European Club Cup won, in 1999 voor ShK Tomsk, in 2003 en 2004 voor Norilski Nikel Norilsk, waarmee hij drie keer deelnam aan de European Club Cup en in 2001 dit toernooi won, in 2005 en 2006 voor Schachföderation Moskau, in 2007 voor Ural Swerdlowsk en van 2008 tot 2013 voor Sankt Petersburg, waarmee hij in 2013 kampioen werd, zeven keer deelnam aan de European Club Cup en deze in 2011 won.
In de Chinese competitie speelde Zvjaginzev in 2007 en 2008 voor Beijing Patriots, in 2012 voor Chengdu Bank, in 2016 voor Chongqing lottery, in 2017 voor Qingdao Zhongheng Group en in 2019 voor Zhejiang. In Joegoslavië speelde hij voor ŠK Radonja Bojović Nikšić, waarmee hij in 1999 deelnam aan de European Club Cup.

## Bijdrage aan de schaaktheorie
Zvjaginsev won partijen tegen FIDE-wereldkampioen Aleksandr Chalifman (2005) en Roeslan Ponomarjov (2006) met een tot dan onder grootmeesters nog niet toegepaste variant in de Siciliaanse opening: 1. e2–e4 c7–c5 2. Pb1–a3. Deze variant is vervolgens vaker gespeeld onder topschakers en heeft kans de Zvjaginsev-variant te worden genoemd.

## Partij
In 1995 speelde Zvjaginsev in Wijk aan Zee met zwart tegen Roberto Cifuentes Parada een partij, die werd gepresenteerd als de beste van deel 62 van de Schachinformator. Daarin offert hij een paard, daarna een kwaliteit, en ten slotte ook nog de dame, teneinde zijn tegenstander schaakmat te zetten. De bij de zetten gegeven waarderingen zijn afkomstig van Artoer Joesoepov.
Roberto Cifuentes Parada - Vadim Zvjaginsev
1.d4 e6 2.Pf3 d5 3.c4 Pf6 4.Pc3 c6 5.e3 Pbd7 6.Dc2 b6 7.Le2 Lb7 8.0–0 Le7 9.Td1 0–0 10.e4 dxe4 11.Pxe4 Dc7 12.Pc3?! c5 13.d5?! exd5 14.cxd5 a6 15.Ph4 g6 16.Lh6 Tfe8 17.Dd2?! Ld6 18.g3 b5 19.Lf3 b4 20.Pe2 Pe4 21.Dc2 Pdf6 22.Pg2! Dd7 23.Pe3 Tad8 24.Lg2? 
(diagram)
 24... Pxf2! 25.Kxf2 Txe3! 26.Lxe3?! Pg4+ 27.Kf3 Pxh2+ 28.Kf2 Pg4+ 29.Kf3 De6! 30.Lf4 Te8! 31.Dc4 De3+!! 32.Lxe3 Txe3+ 33.Kxg4 Lc8+ 34.Kg5 h6+! 35.Kxh6 Te5 en wit gaf op (0-1).